# Тузлуджа (околия)
Тузлуджа (на турски: Tuzluca) е околия във вилает Ъгдър в Източна Турция. Граничи с вилаетите Карс и Агръ и Армения. Административен център на околията е едноименния град Тузлуджа. Околия Тузлуджа е с население от 22 182 души към 2024 г. и обща площ от 1238 km². Има една община. Каймакам е Джемал Курназ.

## География
Средната надморска височина на околията е 870 m.

### Граници
Тузлуджа граничи с вилаета Карс на северозапад и с Агръ на юг. Околиите, с които има обща граница, са Дигор и Кагъзман в Карс, Агръ, Ташлъчай и Догубаязът в Агръ и Ъгдър в Ъгдър. Има граница и с Армения на североизток, но тя е затворена от 1993 г.

## Административно деление
Околия Тузлуджа има една община – Тузлуджа. Освен това в състава ѝ влизат 81 села:
- Абасгьол
- Агабей
- Акдегирмен
- Акдиз
- Аколук
- Аликьосе
- Алханлъ
- Арсланлъ
- Ашагъакташ
- Ашагъдживанлъ
- Ашагъкатърлъ
- Ашагъсуташлъ
- Ашагъчъйръклъ
- Баглан
- Бадалъ
- Бахчеджик
- Бахчелимейдан
- Бейоглу
- Бостанлъ
- Буруксу
- Газилер
- Гедикли
- Гьокташ
- Гюзелдере
- Гюлюдже
- Джандервиш
- Доганюрт
- Егрекдере
- Елмалък
- Индже
- Инджесу
- Казкопаран
- Калач
- Камъшлъ
- Кандили
- Карабулак
- Караджайорен
- Каракоюн
- Каранлюк
- Караташ
- Каякъшлак
- Каяйорен
- Келекли
- Кула
- Кумбулак
- Куруагач
- Къзнефер
- Кълъчлъ
- Къркбулак
- Кьопрюбашъ
- Кючюкова
- Лалели
- Молакамер
- Нахъркарън
- Омбулак
- Ортабуджак
- Османкьой
- Пирдемир
- Саръабдал
- Саръбулак
- Согукбулак
- Сьогютлю
- Сюрмели
- Ташучан
- Тезекчи
- Тураби
- Тутак
- Угруджа
- Хадъмлъ
- Хамуркесен
- Хасанкент
- Чичекли
- Чъраклъ
- Юджеотак
- Юкаръакташ
- Юкаръдживанлъ
- Юнленди
- Ючкая
- Яйладжък
- Яглъ
- Ясъбулак

## Население

### Численост на населението
Численост на населението на околията според приблизителните оценки през годините:
| Година | Население |
| ------ | --------- |
| 2007   | 25 682    |
| 2008   | 25 739    |
| 2009   | 25 042    |
| 2010   | 24 996    |
| 2011   | 24 769    |
| 2012   | 24 648    |
| 2013   | 24 393    |
| 2014   | 24 174    |
| 2015   | 23 550    |
| 2016   | 23 402    |
| 2017   | 23 206    |
| 2018   | 24 560    |
| 2019   | 23 937    |
| 2020   | 23 750    |
| 2021   | 23 538    |
| 2022   | 22 699    |
| 2023   | 23 584    |
| 2024   | 22 182    |

### Полова структура
Населението се състои от 11 690 мъже и 10 492 жени.
|  |  |  |

Разпределение на населението по пол към 2024 година